# Les Costes-Gozon
 Les Costes-Gozon  là một xã ở tỉnh Aveyron, thuộc vùng Occitanie ở miền nam nước Pháp.